# Hilario Navarro
Hilario Bernardo Navarro Ruíz (Corrientes, Argentina, 14 de noviembre de 1980) es un futbolista paraguayo nacido en Argentina. Juega de arquero y su equipo actual es el Club 12 de Junio.

## Trayectoria
En la edad de la adolescencia Hilario Navarro atajó en Alvear de Corrientes y luego pasó a Huracán Corrientes Sin muchos partidos, Navarro viajó a Asunción del Paraguay, donde se incorporó al Club Guaraní de la Primera División de Paraguay. Tras varios años en el equipo aurinegro, arribó a Cerro Porteño con Gustavo Costas como entrenador.

### Racing
Un grupo empresario compró su pase y el destino fue regresar a la Argentina, también de la mano de Costas, a Racing Club. Entre tanto, tras varios entrenamientos con el club de Avellaneda, fue contactado por dirigentes de River Plate y el arquero estuvo una semana entrenando en el club. Sin contrato firmado, fue obligado por la Asociación del Fútbol Argentino a ponerse la celeste y blanca de la Academia.
Gracias a una suspensión que sufrió Gustavo Campagnuolo, Navarro se ganó la titularidad, la que defendió de muy buena manera. Así disputó gran parte del Torneo Apertura 2007 y del Clausura 2008. Su rendimiento en el equipo de Avellaneda le ganó el cariño de la parcialidad racinguista. Durante un encuentro ante Argentinos Juniors, Navarro debió ser retirado del campo de juego por una rotura parcial de los ligamentos cruzados de la pierna izquierda, lo que lo marginó de las canchas por dos meses.
Al finalizar la temporada 2007/08, el contrato que vinculaba a Navarro con Racing llegaba a su fin, por lo que la dirigencia académica debía arreglar o no la continuidad del arquero, quien todavía se recuperaba de la grave lesión. El eterno rival de Racing, Independiente, se movió rápido y mientras sus vecinos demoraban en la renovación del contrato, inició gestiones y en una operación relámpago adquirió al arquero como agente libre.

### Independiente
Los primeros seis meses de Hilario en Independiente no fueron lo esperado. El ex Racing no disputó ni un solo partido del Apertura 2008, viéndose opacado por las muy buenas actuaciones del arquero Fabián Assmann, quien disputó los 19 partidos del campeonato. A inicios de 2009, con Assmann consolidado como titular y Adrián Gabbarini al acecho de la portería roja, Independiente cedió a Navarro a préstamo por seis meses a San Lorenzo de Almagro, que necesitaba un reemplazo para Agustín Orión mientras éste se recuperaba de una importante lesión, a cambio de 100 mil dólares.

### San Lorenzo
Su pasar en su segundo conjunto azulgrana fue de 17 partidos entre Clausura y Copa Libertadores 2009.

### Vuelta a Independiente
Para mediados de 2009, Navarro regresó al conjunto dueño de su pase. Para ese momento, los tres palos del Rojo no tenían dueño fijo, por ende todos pelearon el lugar. En el Torneo Apertura atajó hasta la 4.ª fecha, en la que ante Estudiantes sufrió una lesión en la zona del pubis a causa de un choque con su compañero Leonel Galeano y tuvo que dejar el arco para ser internado. Quien lo reemplazó fue Gabbarini, quien en dicho juego debutó en la máxima categoría del fútbol argentino y jugó el resto del campeonato. Durante el Clausura 2010 la portería del Rojo fue defendida por Adrián Gabbarini, quedando Navarro relegado al banco de suplentes. En el Apertura 2010, Gabbarini no pudo atajar varios partidos, en los que fue reemplazado por Navarro. Con la llegada de Antonio Mohamed a la conducción técnica el técnico decidió probar a los dos arqueros. En el primer partido confió en Navarro, quien le respondió con una soberbia tarea en el clásico frente a Racing Club, erigiéndose como la figura de aquel encuentro, que terminó 1-0 en favor de Independiente. Para el siguiente partido, contra All Boys, Mohamed optó por darle la titularidad a Gabbarini, que debió retirarse lesionado, por lo que Hilario Navarro ingresó y a partir de ese momento se adueñó del arco Rojo. Durante ese mismo año fue pieza clave en la consagración del equipo en la Copa Sudamericana, en la que fue elegido parte de la Selección ideal del diario El País de Uruguay, y considerado el mejor arquero sudamericano de 2010.

### Banfield
A partir de 2016, se incorporó a Banfield, en el puesto que había dejado vacante Enrique Bologna.
En sus primeros partidos no tuvo un buen rendimiento (y la gente se lo hacía saber), así que el DT del equipo Claudio Vivas le dio la oportunidad a Mauricio Arboleda de debutar en la primera división en su último partido como director técnico del club.
Ya con la llegada de Julio Falcioni el nuevo DT le daría la oportunidad de ser titular, y Navarro aprovecharía esa oportunidad terminando el campeonato con un gran rendimiento.

## Selección nacional
Debido a sus lazos de ascendencia paraguaya y su residencia prolongada en Paraguay, Hilario Navarro recibió una propuesta de Gerardo Martino para integrar la selección de fútbol de Paraguay. El portero reconoció que la propuesta le resultó atractiva, aunque también albergaba el anhelo de ser convocado por la selección de fútbol de Argentina. A pesar de sus aspiraciones, no recibió tal convocatoria, a diferencia de su compañero y amigo Adrián Gabbarini, quien logró debutar como arquero titular con la albiceleste. Posteriormente, las oportunidades para representar a la albirroja se esfumaron para Navarro.

## Clubes
| Club                    | País      | Año       |
| ----------------------- | --------- | --------- |
| Huracán Corrientes      | Argentina | 2001      |
| Club Guaraní            | Paraguay  | 2001-2005 |
| Cerro Porteño           | Paraguay  | 2006-2007 |
| Racing Club             | Argentina | 2007-2008 |
| Independiente           | Argentina | 2008      |
| San Lorenzo de Almagro  | Argentina | 2009      |
| Independiente           | Argentina | 2009-2014 |
| Estudiantes de La Plata | Argentina | 2014-2015 |
| Banfield                | Argentina | 2016-2017 |
| Boca Unidos             | Argentina | 2017-2018 |
| Resistencia SC          | Paraguay  | 2019-2020 |
| Club General Garay      | Paraguay  | 2020-2022 |
| Defensores de Vilelas   | Argentina | 2022      |
| Club 12 de Octubre      | Paraguay  | 2023-act. |

## Palmarés

### Campeonatos nacionales
| Título          | Club          | País     | Año  |
| --------------- | ------------- | -------- | ---- |
| Torneo Clausura | Cerro Porteño | Paraguay | 2006 |

### Campeonatos internacionales
| Título            | Club          | Sede       | Año  |
| ----------------- | ------------- | ---------- | ---- |
| Copa Sudamericana | Independiente | Avellaneda | 2010 |

### Distinciones individuales
| Distinción                        | Otorgada por   | Año  |
| --------------------------------- | -------------- | ---- |
| Parte del Equipo Ideal de América | Diario El País | 2010 |
| Mejor arquero de Sudamérica       | Diario El País | 2010 |